# Torre de caída

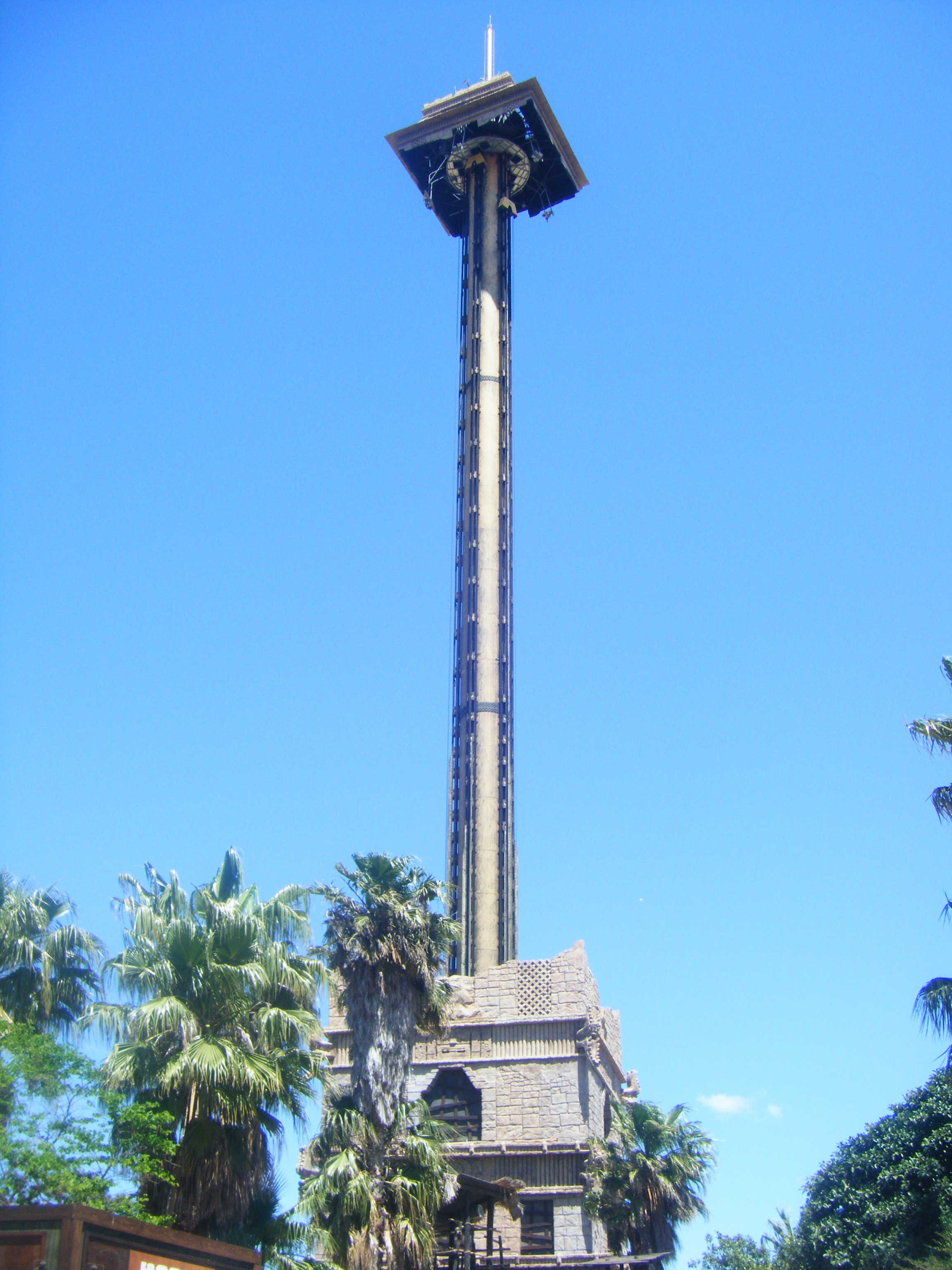
Vista de Hurakan Condor, la torre de 100 metros de altura de PortAventura Park, la segunda más alta de España

Una torre de caída es un tipo de atracción cuyo viaje consiste en un paseo a gran velocidad por una torre vertical de gran altura. Es muy usual en todos los parques de atracciones del mundo, y por lo general suele ser de sensaciones bastante fuertes. La primera atracción de este tipo la diseñó la empresa Giovanola, que más tarde compraría Intamin AG. Hay diferentes tipos de torres de caída que varían en el diseño y el funcionamiento.

## Estructura y mecanismos
La parte principal de la atracción es la torre, una estructura de metal u hormigón, en posición vertical, donde se sitúan los raíles o superficies por donde las vagonetas se deslizan. Todas presentan un sistema de ascensión, ya sea mecánico llevado a cabo por un cable metálico o neumático con aire a gran presión.

### Medidas de seguridad
Este tipo de atracciones presentan un gran riesgo para la salud del pasajero si no tiene un correcto funcionamiento, ya que la máxima emoción la produce la caída a gran velocidad hacia el suelo desde una gran altura.
En estas atracciones solo se consiguen fuerza G verticales, es decir, hacen fuerza hacia arriba o hacia abajo, nunca hacia los lados. Las fuerzas g verticales son más peligrosas para el ser humano que las horizontales, ya que retiran o impulsan la sangre hacia la cabeza.
El ser humano aguanta hasta -1,5 g en caída libre, cuando las fuerzas g impulsan hacia arriba, y la sangre se dirige hacia la cabeza, por lo que la aceleración que alcanza no puede superar en ningún momento este valor. La mayoría de torres de caída alcanzan valores cercanos a cero o de 0 g, produciendo durante unos segundos una sensación de ingravidez. En la frenada o el lanzamiento, la fuerza g es positiva, ya que impulsa hacia abajo, y el ser humano aguanta hasta 3,5 g, por lo que es la parte de más emoción.

## Tipos de torres de caída

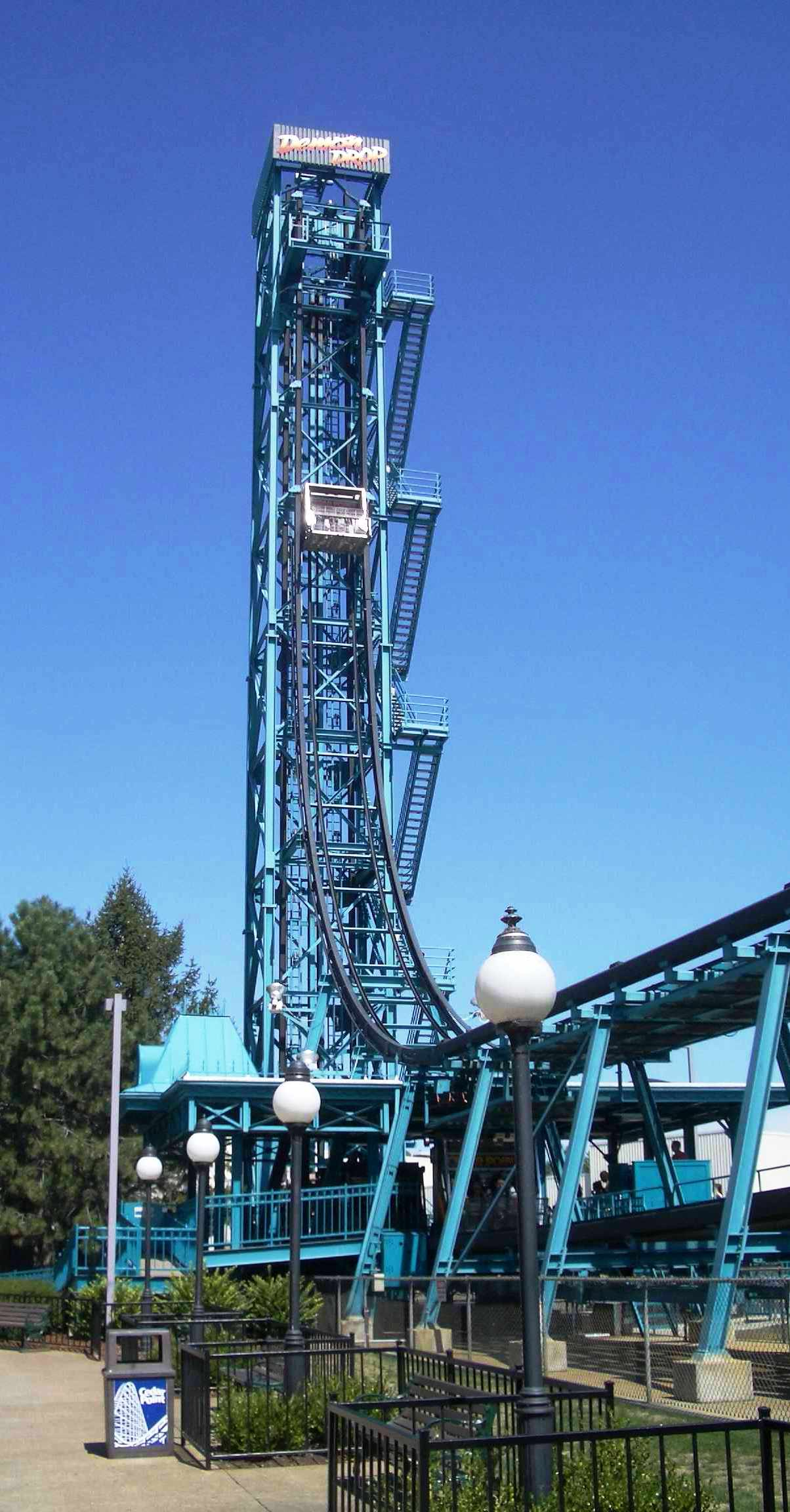
Vista de una torre de caída libre de 30 metros de altura.

### Caída libre (Free Fall)

#### Historia
Fue la primera en diseñarse por la empresa Giovanola, y fue muy popular hasta la década de 1990, cuando perdió popularidad hasta dejarse de construir por el aumento de popularidad de las torres de caída de la empresa Intamin AG. Desde entonces, han ido desapareciendo para ser reemplazadas por la tecnología más reciente.

#### Descripción
Los visitantes entran en la góndola de cuatro pasajeros a nivel del suelo. Una vez que los cierres están en su lugar, el coche se mueve hacia el elevador, donde asciende la torre de unos 30 metros. Una vez que el vehículo llega a la cima, cae por la pista, y al final la góndola termina en posición horizontal, hasta que llega a un dispositivo que coloca de nuevo en posición vertical el coche. El viaje es básicamente una forma de "L" y proporciona un breve pero emocionante paseo. La caída dura unos 2,5 segundos.u

#### Ejemplos
- Free Fall en Six Flags Over Georgia, Estados Unidos
- Demon Drop en Cedar Point, Estados Unidos

### Torre de caída (Drop Tower)

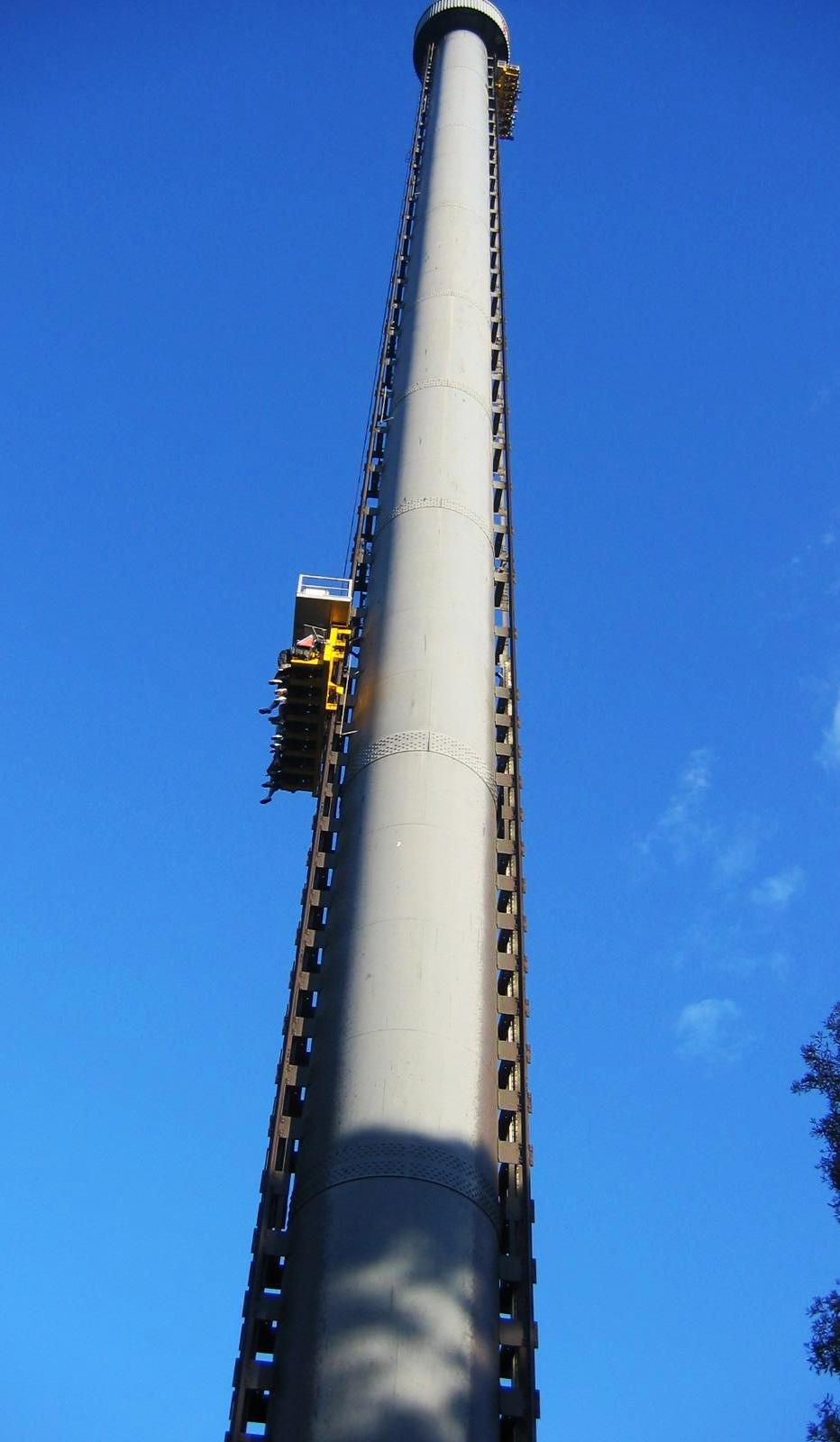
Vista de la torre de caída Giant Drop más alta del mundo, con 120 metros.

#### Historia
El primer diseño de una torre de caída libre fue llevado a cabo por la empres Intamin AG en 1995, con la colocación de Hellevator en Six Flags Kentucky Kingdom, Estados Unidos.
En la actualidad es la atracción más común de todos los parques del mundo.
También se les suele llamar Giant Drop ("caída gigante"), ya que en los últimos años estas torres alcanzan grandes alturas.

#### Ejemplos
- Giant Drop en Dreamworld, Australia.
- Hurakan Condor en PortAventura Park, España.
- La Lanzadera en el Parque de Atracciones de Madrid, España.

### Torre de caída combinada (Combo Drop Tower)

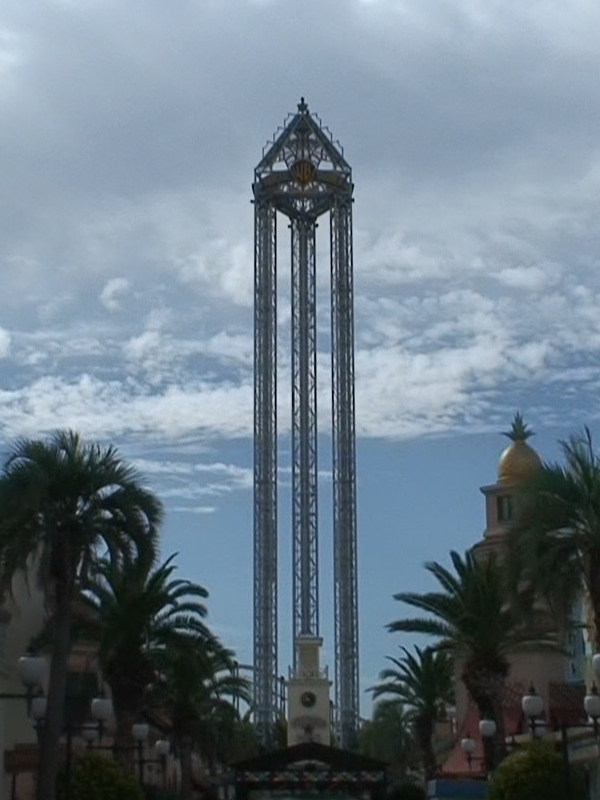
La Venganza del Enigma, la segunda torre más alta del mundo (Parque Warner Madrid).

#### Historia
Las torres de caída combinada fueron diseñadas y fabricadas por la empresa americana S&S Power en 1996 con la colocación de Detonator en Worlds of Fun in Kansas City. Es un tipo de torre de caída muy habitual en los parques estadounidenses y muy poco común en los parques de otros continentes, ya que tienen un elevado coste, superior a los 20 millones de euros. Son conocidas coloquialmente como torres de caída controlada, ya que la máquina en ningún momento pierde el control de las góndolas, al contrario que en las Drop Tower.

#### Descripción
Están formadas por grandes estructuras de metal que suelen tener varias torres, hasta tres. Funcionan mediante un sistema hidráulico que utiliza aire a presión. En su interior hay un tubo hermético por cuya parte superior entra y sale el aire mediante unas válvulas al interior del tubo. En la parte superior e inferior hay unas poleas por donde circula un cable metálico que está unido a las vagonetas y a un pistón que va en el interior del tubo.

Este sistema neumático permite que las torres combo tengan tres modos de caída:
- Space Shot

| Como cualquier sistema de poleas cuando la vagoneta está en la zona de embarque, el pistón que va por el interior del tubo, está en la parte superior. | La máquina pesa las vagonetas para introducir la cantidad de aire necesaria y evitar que choque con la parte superior. La válvula de admisión se abre y comienza a entrar aire a gran presión. | Al entrar aire a gran presión el pistón baja rápidamente tirando de las vagonetas hacia arriba. | La válvula de admisión se cierra, disminuye la presión y el pistón comienza a ascender comprimiendo el aire lo que le hace rebotar a las vagonetas. | De inmediato, la válvula de escape se abre soltando el aire poco a poco haciendo que el pistón ascienda realizando botes. |

- Turbo Drop

| Como cualquier sistema de poleas cuando la vagoneta está en la zona de embarque el pistón que va por el interior del tubo está en la parte superior. | La válvula de admisión se abre y comienza a entrar aire a gran presión poco a poco y las vagonetas comienzan a ascender lentamente. | Cuando el pistón llega a la parte inferior la válvula de admisión se cierra y las vagonetas que están en la parte superior, se quedan enganchadas. | Cuando las vagonetas quedan enganchadas, la válvula de escape se abre, soltando la cantidad de aire necesaria para evitar que caigan al suelo, por lo que la presión en el tubo disminuye. | Pasados unos segundos, las vagonetas se sueltan y caen a gran velocidad a la vez que el pistón asciende comprimiendo el aire que queda por lo que rebota varias veces antes de llegar al suelo. |

- Double Shot

Es una combinación de los dos anteriores, primero el lanzamiento Space Shot y sin llegar de nuevo a la zona de embarque comienza la ascensión para la caída desde la parte superior Turbo Drop. Es el modo de mayor emoción y el que más dura.

#### Ejemplos
- La Venganza del Enigma en Parque Warner Madrid, España.
- Scream! en Six Flags New England, Estados Unidos.
- Maliboomer en Disney California Adventure, Estados Unidos.
- Kilauea en Six Flags México, México

### Otros modelos

#### Caída en puenting (Bungee Drop)
La caída en puenting o Bungee Drop es una mezcla de las Combo Tower y las Giant Drop. Fue diseñado por Intamin AG y solo hay una en todo el mundo, Bungee Drop, en Lotte World, en Seúl. Tiene un lanzamiento desde la zona de embarque mediante un motor hidráulico que eleva a gran velocidad las vagonetas, tras el lanzamiento la vagoneta cae por su propio peso y es frenada por unos frenos magnéticos. El ciclo se puede repetir varias veces. Pueden tener una altura de hasta 60 metros y una velocidad de 75 km/h.

#### Torre de caída energética (Power Drop Tower)
Son un tipo de torre de caída innovador, fue diseñado por la empresa Maurer Shöne. Un ejemplo es El Desafío, en Isla Mágica, Sevilla. En ellas, un motor eléctrico asciende las vagonetas a una velocidad moderada, para dejarla caer en caída libre y volver a subirla de nuevo. Tiene infinitos modos de caída. Tienen una altura de hasta 68 metros y alcanzan los 60 km/h.

## Torres de caída más importantes

### Torres de caída más altas del mundo
| Posición | Nombre y Descripción | Altura | Situación                                                      |
| -------- | --- | ------ | -------------------------------------------------------------- |
| 1º       | Zumanjaro: Drop of Doom Construida por Intamin AG, se alcanza una velocidad máxima de 140 km/h. Su caída es de 126 m. Es la torre de caída más alta, con caída más larga y con velocidad alcanzada más alta del mundo. | 139 m  | Six Flags Great Adventure, Jackson, New Jersey, Estados Unidos |
| 2º       | Lex Luthor: Drop of Doom Construida por Intamin AG, se alcanza una velocidad máxima de 137 km/h. Su caída es de 120 m.                                                                                                 | 126 m  | Six Flags Magic Mountain, Valencia, California, Estados Unidos |
| 3º       | The Giant Drop Construida por Intamin AG, se alcanza una velocidad máxima de 130 km/h. Su caída es de 115 m. | 120 m  | Dreamworld, Coomera, Queensland, Australia                     |

### Torres de caída de España
En España hay siete torres de caída consideradas fuertes en los parques de atracciones del país.
| Posición | Nombre                 | Altura | Parque                          |
| -------- | ---------------------- | ------ | ------------------------------- |
| 1-       | La Venganza del Enigma | 115 m  | Parque Warner Madrid            |
| 2-       | Hurakan Condor         | 100 m  | PortAventura Park               |
| 3-       | El Desafío             | 68 m   | Isla Mágica                     |
| 4-       | La Lanzadera           | 63 m   | Parque de Atracciones de Madrid |
| 5-       | Torre de Caída Libre   | 60 m   | Tivoli World                    |
| 6-       | El Vuelo del Fénix     | 55 m   | Terra Mítica                    |
| 7-       | Merlí                  | 52m    | Tibidabo                        |

- Datos: Q1454206
- Multimedia: Drop towers / Q1454206